# Joe Perrino & The Mellowtones
I Joe Perrino And The Mellowtones (a volte chiamati anche con la denominazione breve Joe Perrino) sono un gruppo rock italiano, nato a Cagliari nel 1984.

## Storia
La formazione originale vedeva alla voce Nicola Macciò, alla chitarra Carlo Camerota, al basso Mario Loi, alla batteria Nello Argiolas e alle tastiere Mario Scano.
In seguito alla chitarra e alla batteria prenderanno il posto rispettivamente Michele Taras e Carlo Cuccureddu. Successivamente dopo l'uscita di Mario Scano e Carlo Cuccureddu dal gruppo si uniscono alla formazione, oramai di stampo rock, Carlo Spada alla chitarra en Luca Pitzus alla batteria per due tour in Italia e l'incisione del demo per la preparazione del secondo LP.
Sono noti per le loro esibizioni live. Giampaolo Conchedda suonò la batteria nella tournée italiana del 1989.
Il nome della band è ripreso da quello di una delle prime formazioni di Frank Zappa.
Il cantante del gruppo Nicola Macciò ha successivamente fondato il gruppo Elefante Bianco.
Il gruppo è rimasto in attività live, esibendosi soprattutto nel contesto nazionale.
Nel gennaio 2015 Joe Perrino, con la sua formazione denominata Grog, annuncia l'uscita di un nuovo LP, dal titolo L'esercito del male  cui seguirà un tour nell'aprile dello stesso anno.

## Discografia

### Singoli
- 1986 – Love the Colours - High Rise - 7"
- 2020 – Magical Dangerous Journey - For Monsters Records - 7"

### Partecipazioni
- 1987 – Mi sento felice in "Sanremo Rock"[3] - Mercury – 830 977-1 - Italy

### Album in studio
- 1997 – Joe Perrino And The Mellowtones - For Monsters Records
- 1988 – Rane'n'Roll - IRA